# Рязанцев, Олег Александрович
Оле́г Алекса́ндрович Ряза́нцев (род. 2 июня 1980, Таллин) — российский актёр театра и кино.
В 2005 году Рязанцев окончил Санкт-Петербургскую академию театрального искусства, где учился у А. Д. Андреева. В том же году он стал стажёром Малого драматического театра, а в 2007 году вошёл в Молодую студию. В 2012 году Рязанцева пригласили в труппу театра.

## Творчество

### Роли в театре

#### Учебный театр «На Моховой»
- 2004 — «Три мушкетёра», А. Дюма. Режиссёр: А. Д. Андреев — Кардинал.
- 2005 — «Лес», А. Н. Островский. Режиссёр: А. Д. Андреев — Несчастливцев.

#### Малый драматический театр (Санкт-Петербург)
- 2005 — «Муму», И. С. Тургенев. Режиссёр: В. М. Фильштинский — Отец.
- 2005 — «Пьеса без названия», А. П. Чехов. Режиссёр: Л. А. Додин — Слуга.
- 2006 — «Братья и сёстры», Ф. А. Абрамов. Режиссёр: Л. А. Додин — Митенька-малышня.
- 2007 — «Жизнь и судьба», В. С. Гроссман. Режиссёр: Л. А. Додин — Севастьянов, Иконников.
- 2008 — «Бесплодные усилия любви», У. Шекспир. Режиссёр: Л. А. Додин — Башка.
- 2008 — «Тень стрелка». Режиссёр: Олег Дмитриев — Мистер Маллиген.
- 2009 — «Повелитель мух», У. Голдинг. Режиссёр: Л. А. Додин — Эрик.
- 2009 — «Бесы», Ф. М. Достоевский. Режиссёр: Л. А. Додин — Толкаченко.
- 2009 — «Муму», И. С. Тургенев. Режиссёр: В. М. Фильштинский — Капитон.
- 2009 — «Чевенгур», А. П. Платонов. Режиссёр: Л. А. Додин — Гопнер.
- 2009 — «Снежная королева», Х. К. Андерсен. Режиссёр: Григорий Дитятковский — Олень.
- 2010 — «Лорезаччо», А. де Мюссе. Режиссёр: Клаудиа Стависки — Скоронконколо.
- 2010 — «Три сестры», А. П. Чехов. Режиссер: В.Н. Галендеев - Тузенбах Николай Львович, барон, поручик
- 2011 — «Портрет с дождём», А. М. Володин. Режиссёр: Л. А. Додин — Литва.
- 2011 — «Звёздный мальчик», О. Уайльд. Режиссёр: Г. Дитятковский — Лесоруб.
- 2011 — «Зимняя сказка», У. Шекспир. Режиссёр: Деклан Доннеллан — Молодой Пастух.
- 2012 — «Ворон», К. Гоцци. Режиссёр: Г. Дитятковский — Леандро.
- 2013 — «Подросток», Ф. М. Достоевский. Режиссёр: О. Дмитриев — Подросток.
- 2013 — «Наш Класс. История в XIV уроках», Тадеуш Слободзянек. Режиссёр: Н. Колотова — Владек.
- 2013 — «Дядя Ваня»,  А. П. Чехов. Режиссёр:Л. А. Додин — Телегин Илья Ильич, обедневший помещик.
- 2014 — «Вишневый сад»,  А. П. Чехов. Режиссер: В.Н. Галендеев - Трофимов Петр Сергеевич, студент
- 2015 — «Братья и сёстры. Версия 2015», Ф. А. Абрамов. Режиссёр: Л. А. Додин — Иван Дмитриевич Лукашин, председатель колхоза.
- 2017 — «Страх Любовь Отчаяние», По пьесам Бертольта Брехта.  Режиссер: Л. А. Додин - Фриц
- 2020 — «Братья Карамазовы», Ф. М. Достоевский.  Режиссер: Л. А. Додин - Павел Фёдорович Смердяков
- 2021 — «Из фрески ВЕЧНОСТЬ», Поэты-шестидесятники, их учетиля и предтечи.  Режиссер: В.Н. Галендеев - Чтец. стихи Евгения Евтушенко

#### Приют Комедианта
- 2011 — «Олеся», А. И. Куприн. Режиссёры: С. С. Дрейден, М. В. Диденко — Ермола, Урядник, Скоморох.
- 2020 — «Киса», Режиссер: Семен Серзин - отец Федор

### Фильмография
- 2002 — «Агентство „Золотая пуля“» — Студент (серия 14).
- 2003 — «Идиот» — Господин из свиты Рогожина
- 2005 — «Господа присяжные» — Ласло (серии 2, 9, 12).|
- 2006 — «Секретная служба Его Величества» — Синица (Красная маска. Часть II).
- 2007 — «Братья» — Алкаш (серии 1, 4).
- 2007 — «Мушкетёры Екатерины» — Доктор.
- 2007 — «Попытка к бегству» — сотрудник ППС (2-й фильм).
- 2008 — «Ментовские войны 4» — залезший в дом Шилова (1-й фильм).
- 2008 — «Придел ангела» — молодой монах.
- 2009 — «Бездна» (короткометражный) — Димка.
- 2009 — «Версия» — Длинный (2-й фильм).
- 2009 — «Улицы разбитых фонарей» — Арнольд Агеев (9-й сезон, 25-я серия).
- 2009 — «Иван Грозный» — Пётр Мстиславец.
- 2010 — «Дорожный патруль» — Марченко (7-й сезон, 5-я серия).
- 2010 — «Литейный, 4» — Петров (4-й сезон, 12-я серия).
- 2010 — «Фокусник 2» — Продавец прослушки.
- 2010 — «Прощай, „макаров“!» — Лёша (13-я серия).
- 2011 — «Государственная защита» — Чмырь (2-й фильм).
- 2011 — «Небесный суд» — санитар в морге.
- 2011 — «Чужой район» — Житель (10-я серия).
- 2011 — «Тайны следствия» — Эдик (10-й сезон, 11-я серия).
- 2012 — «Литейный, 4» — Игорь Соболев (7-й сезон, 13-я серия).
- 2012 — «Чужой район 2» — Житель (серии 8, 9, 11, 29).
- 2013 — «Майор полиции» — Санитар.
- 2015 — «Клим» — Вениамин Стеклов, эксперт
- 2021 — «Чернобыль» — врач в эвакуации
- 2022 — «Замёрзшие» — патологоанатом
- 2022 — «Плотник» — Михалыч
- 2023 — «Отпуск в октябре» — актёр в советском фильме
- 2023 — «Поедем с тобой в Макао»
- 2024 — «В баню!» — старший по бане
- 2025 — «Путешествие на солнце и обратно»

## Награды и номинации
- «Муза Петербурга» (2005) — за роль Несчастливцева в спектакле «Лес»
- номинация на премию «Прорыв» (2012) — за роли Ермолы и Урядника в спектакле «Олеся»